# طارق التائب
طارق إبراهيم التائب (28 فبراير 1977-) لاعب كرة قدم ليبي كان يلعب في مركز خط الوسط. بدأ مسيرته في ليبيا مع الأهلي طرابلس. لعب في عامه الأول 26 مباراة وأحرز 11 هدفاً واحتل المركز الثالث في جائزة أفضل لاعب ليبي 1997-1998. ثم فاز بالجائزة خمس مرات في أعوام 1999 و 2000 و 2002 و 2003 و 2005. في 6 سبتمبر 2013 ، وقع عقدًا لمدة عام واحد مع نادي السويق العماني للمحترفين. لعب باحتراف في تركيا وتونس.
انتقل من الأهلي بطرابلس إلى البرتغال ثم إلى نادي الصفاقسي التونسي ثم النجم الساحلي التونسي ثم إلى النادي الإفريقي التونسي، ومن ثم عاد الي النادي الصفاقسي التونسي موسم2002-2003 الذي فاز معه بالبطولة العربية للاندية سنة 2004، وبعدها انتقل إلى نادي غازي عنتاب سبورالتركي، ونادي الهلال السعودي وقد حقق معه العديد من البطولات والألقاب ونادي الشباب السعودي، وفي عام 2010 قرر العودة لناديه الأم الأهلي طرابلس وذلك لأنه عزم أثناء رحلة احترافه الخارجية أن يكون نهاية مشواره الاحترافي في هذا النادي.

## الأندية
- نادي الاهلي - طرابلس-ليبيا
- النادي الصفاقسي-تونس
- غازي عنتاب سبور-تركيا
- الهلال -السعودية
- الشباب -السعودية
- السويق -عمان
- النصر -الكويت

## مشواره المهني
- مع المنتخب الليبي : دورة LG الودية 2004، الترتيب الثالث في الدورة العربية 1998 والترتيب الثاني 2007
- مع الأهلى الليبي: الثنائية دورى الدرجة الأولى وكأس الفاتح في أول ظهور له مع الفريق الأول لنادي " الأهلى طرابلس "
- كأس الاتحاد الإفريقي مع الصفاقسي التونسي 98/99
- الدورى التونسي مرة + دورى أبطال العرب 2004 وخسارة نهائي دورى 2005 أيضاً، كأس تونس مع أحد الاندية التونسية أيضاً.
- مع الهلال السعودي: تحقيق كاس ولي العهد مرتين، تحقيق بطوله الدوري السعودي الممتاز.

## وصلات خارجية
- طارق التائب على موقع اتحاد تركيا (لاعب) (الإنجليزية)
- طارق التائب على موقع قاعدة بيانات كرة القدم.إي يو (الإنجليزية)
- طارق التائب على موقع ناشيونال فوتبول تيمز (الإنجليزية)
- طارق التائب على موقع عالم كرة القدم.نت (الإنجليزية)
- طارق التائب على موقع كووورة